# 津田駅
津田駅（つだえき）は、大阪府枚方市津田駅前一丁目にある、西日本旅客鉄道（JR西日本）片町線（学研都市線）の駅である。駅番号はJR-H29。

## 歴史
汽車時代には給水タンクがあり、上り列車はこの駅で約5分間停車して蒸気機関車に給水していた。
戦前には当駅から陸軍中宮演習場（通称・禁野火薬庫）との間に専用線が敷設されていた。跡地は現在、国道307号のバイパスと遊歩道『中宮平和ロード』になった。

### 年表
- 1898年（明治31年）4月12日：関西鉄道の四条畷駅 - 長尾駅間延伸により開業[1]。
- 1907年（明治40年）10月1日：関西鉄道が国有化され、官営鉄道の駅となる[1]。
- 1909年（明治42年）10月12日：線路名称制定。桜ノ宮線の所属となる。
- 1913年（大正2年）11月15日：線路名称改定。桜ノ宮線が片町線に編入され、当駅もその所属となる。
- 1973年（昭和48年）7月1日：貨物の取り扱いを廃止[1]。
- 1979年（昭和54年）10月1日：長尾駅 - 四条畷駅間が複線化。現駅舎が竣工し、関西の国鉄線では初めて自動改札機を設置。
- 1986年（昭和61年）3月3日：荷物扱い廃止[1]。
- 1987年（昭和62年）4月1日：国鉄分割民営化により、西日本旅客鉄道（JR西日本）の駅となる[1]。
- 1988年（昭和63年）3月13日：路線愛称の制定により、「学研都市線」の愛称を使用開始。
- 1997年（平成9年）3月8日：Jスルーを導入[2]。
- 2003年（平成15年）11月1日：ICカード「ICOCA」の利用が可能となる。
- 2011年（平成23年）3月8日：JR宝塚・JR東西・学研都市線運行管理システム導入。接近メロディ導入。
- 2015年（平成27年）
  - 3月8日：みどりの窓口の営業を終了。
  - 3月9日：みどりの券売機プラスが稼働。
- 2018年（平成30年）3月17日：駅ナンバリングが導入され、使用を開始。

## 駅構造

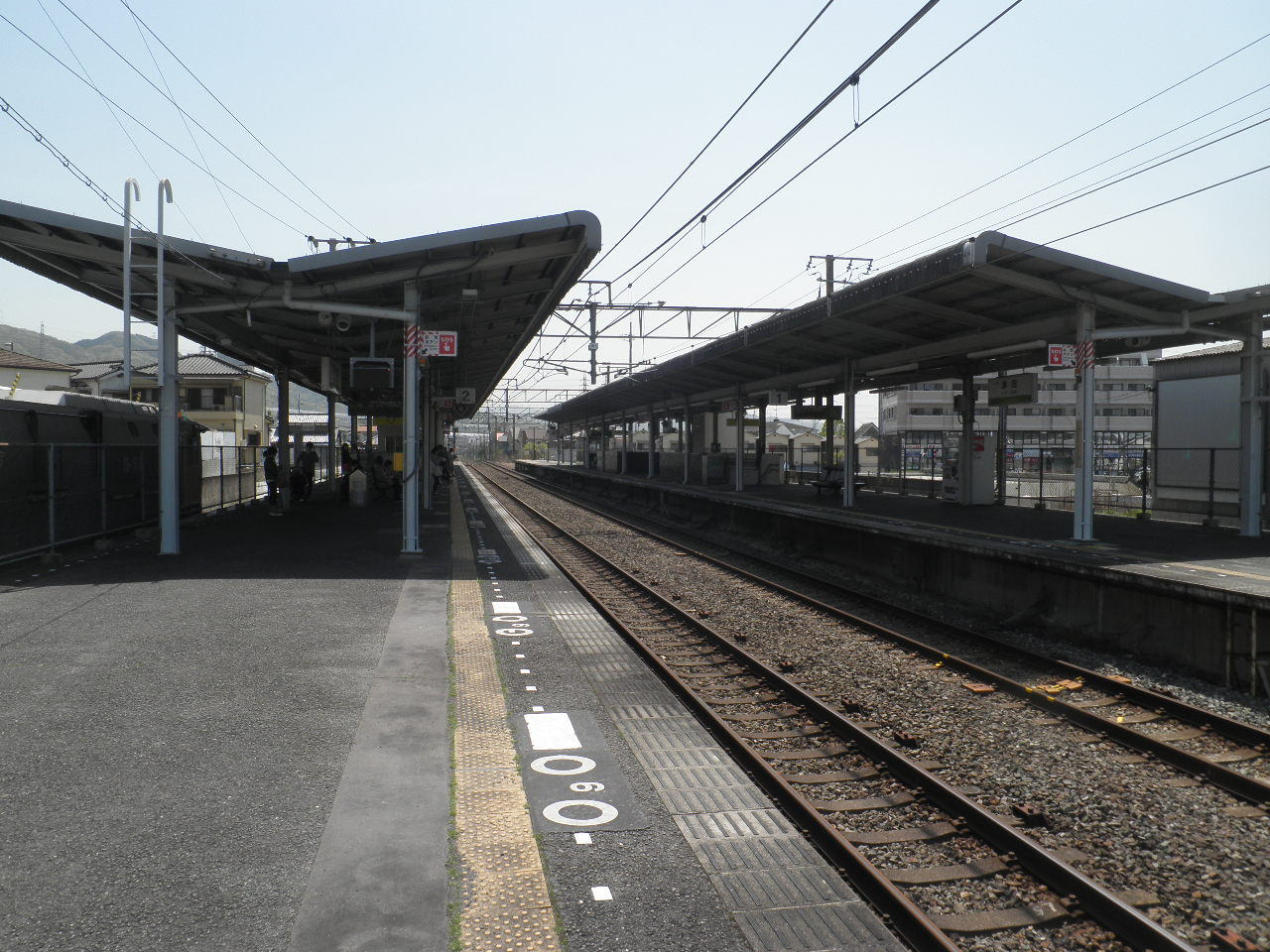
ホーム（2015年4月）

相対式ホーム2面2線を持つ地上駅になっている。ホーム両側に待避線設置用のスペースがあり、2面4線に拡張できるようになってはいるが、現在は保線車両の留置スペースとなっており、また絶対信号機を持たないため停留所扱いである。傾斜面上にホームがあるため、駅舎のあるフロアからホームへは階段を登る必要がある。2011年に駅舎と上りホームとを結ぶエレベータが上りの待避線設置用のスペースに設置されたため、上りの待避線を設置することは不可能となった。
当駅はJR西日本交通サービスによる業務委託駅となっており、管理は四条畷駅が行っている。ICOCA利用可能駅（相互利用可能ICカードはICOCAの項を参照）。
旧陸軍時代には禁野火薬庫に向けて専用線が伸びていた。

### のりば
| のりば | 路線       | 方向 | 行先               |
| ------ | ---------- | ---- | ------------------ |
| 1      | 学研都市線 | 上り | 同志社前・木津方面 |
| 2      | 学研都市線 | 下り | 四条畷・京橋方面   |

- 上表の路線名は旅客案内上の名称（愛称）で表記している。

## 利用状況
2023年（令和5年）度の一日平均乗車人員は5,439人である。
各年度の1日の平均乗車人員は以下の通りである。
| 年度               | 1日平均 乗車人員 | 出典          | 出典          |
| 年度               | 1日平均 乗車人員 | 大阪府        | 枚方市        |
| ------------------ | ---------------- | ------------- | ------------- |
| 1988年（昭和63年） | 3,743            | [ 大阪府 1 ]  |               |
| 1989年（平成元年） | 3,943            | [ 大阪府 1 ]  |               |
| 1990年（平成02年） | 4,207            | [ 大阪府 2 ]  |               |
| 1991年（平成03年） | 4,491            | [ 大阪府 3 ]  |               |
| 1992年（平成04年） | 4,793            | [ 大阪府 4 ]  |               |
| 1993年（平成05年） | 4,884            | [ 大阪府 5 ]  |               |
| 1994年（平成06年） | 4,931            | [ 大阪府 6 ]  |               |
| 1995年（平成07年） | 5,132            | [ 大阪府 7 ]  |               |
| 1996年（平成08年） | 5,461            | [ 大阪府 8 ]  |               |
| 1997年（平成09年） | 5,624            | [ 大阪府 9 ]  |               |
| 1998年（平成10年） | 5,801            | [ 大阪府 10 ] |               |
| 1999年（平成11年） | 5,779            | [ 大阪府 11 ] |               |
| 2000年（平成12年） | 5,715            | [ 大阪府 12 ] |               |
| 2001年（平成13年） | 5,726            | [ 大阪府 13 ] | [ 枚方市 1 ]  |
| 2002年（平成14年） | 5,753            | [ 大阪府 14 ] | [ 枚方市 1 ]  |
| 2003年（平成15年） | 5,851            | [ 大阪府 15 ] | [ 枚方市 1 ]  |
| 2004年（平成16年） | 5,836            | [ 大阪府 16 ] | [ 枚方市 1 ]  |
| 2005年（平成17年） | 5,902            | [ 大阪府 17 ] | [ 枚方市 1 ]  |
| 2006年（平成18年） | 6,050            | [ 大阪府 18 ] | [ 枚方市 1 ]  |
| 2007年（平成19年） | 6,083            | [ 大阪府 19 ] | [ 枚方市 2 ]  |
| 2008年（平成20年） | 6,096            | [ 大阪府 20 ] | [ 枚方市 3 ]  |
| 2009年（平成21年） | 6,038            | [ 大阪府 21 ] | [ 枚方市 4 ]  |
| 2010年（平成22年） | 5,911            | [ 大阪府 22 ] | [ 枚方市 5 ]  |
| 2011年（平成23年） | 5,902            | [ 大阪府 23 ] | [ 枚方市 6 ]  |
| 2012年（平成24年） | 6,013            | [ 大阪府 24 ] | [ 枚方市 7 ]  |
| 2013年（平成25年） | 5,915            | [ 大阪府 25 ] | [ 枚方市 8 ]  |
| 2014年（平成26年） | 5,411            | [ 大阪府 26 ] | [ 枚方市 9 ]  |
| 2015年（平成27年） | 5,475            | [ 大阪府 27 ] | [ 枚方市 10 ] |
| 2016年（平成28年） | 5,444            | [ 大阪府 28 ] | [ 枚方市 11 ] |
| 2017年（平成29年） | 5,532            | [ 大阪府 29 ] | [ 枚方市 12 ] |
| 2018年（平成30年） | 5,540            | [ 大阪府 30 ] | [ 枚方市 13 ] |
| 2019年（令和元年） | 5,646            | [ 大阪府 31 ] | [ 枚方市 14 ] |
| 2020年（令和02年） | 4,751            | [ 大阪府 32 ] | [ 枚方市 15 ] |
| 2021年（令和03年） | 4,871            | [ 大阪府 33 ] | [ 枚方市 16 ] |
| 2022年（令和04年） | 5,267            | [ 大阪府 34 ] | [ 枚方市 17 ] |
| 2023年（令和05年） | 5,439            | [ 大阪府 35 ] |               |

## 駅周辺
駅から約100メートル南を枚方市・交野市の境界が通る。
- 交野警察署
- 枚方市立津田小学校
- 枚方市立津田南小学校
- 枚方市立津田中学校
- 交野市立倉治小学校
- 源氏の滝
- 機物神社
- 地蔵池
- 津田サイエンスヒルズ
  - 空見の丘公園
- 第一メリヤス枚方本社工場 - 国鉄時代の鳥居型駅名標がモニュメントとして残されている。隣駅は「ながお」となっており、藤阪駅開業（1979年）以前のものである。
- 関西スーパー倉治店
- 交野市立倉治図書館
- 第二京阪道路
- 国道307号
- 大阪府道・奈良県道7号枚方大和郡山線
- 大阪府道・京都府道736号交野久御山線

## バス路線
京阪バスが運行。駅舎前（西側）と駅舎の反対側（東側）それぞれにロータリーが整備されている。
停留所名はそれぞれ「津田駅」「津田駅東口」である。前者が主なターミナルであり、東口は平日の限られた本数のみの発着である。
| のりば | 路線名                 | 担当 | 系統・行先                        | 備考                               |
| ------ | ---------------------- | ---- | --------------------------------- | ---------------------------------- |
| 1      | 津田香里線             | 交野 | 14号経路：京阪香里園              |                                    |
| 2      | 枚方尊延寺線           | 枚方 | 62・72・78号経路：枚方市駅南口    |                                    |
| 3      | 枚方尊延寺線           | 枚方 | 72・76号経路：穂谷                |                                    |
| 3      | 枚方尊延寺線           | 枚方 | 78号経路：天王                    | 夕方以降に平日3本・土休日2本の運行 |
| 東口   | 津田サイエンスヒルズ線 | 交野 | 3号経路：津田サイエンスヒルズ方面 | 平日朝夕のみ運行                   |

## 隣の駅
西日本旅客鉄道（JR西日本）
 学研都市線（片町線）
■快速
通過
■区間快速・■普通
藤阪駅 (JR-H28) - 津田駅 (JR-H29) - 河内磐船駅 (JR-H30)

### 記事本文

### 利用状況の出典
1. ↑  大阪府統計年鑑 - 大阪府
2. ↑  枚方市統計書 - 枚方市

大阪府統計年鑑
1. 1 2  大阪府統計年鑑（平成2年） (PDF)
2. ↑  大阪府統計年鑑（平成3年） (PDF)
3. ↑  大阪府統計年鑑（平成4年） (PDF)
4. ↑  大阪府統計年鑑（平成5年） (PDF)
5. ↑  大阪府統計年鑑（平成6年） (PDF)
6. ↑  大阪府統計年鑑（平成7年） (PDF)
7. ↑  大阪府統計年鑑（平成8年） (PDF)
8. ↑  大阪府統計年鑑（平成9年） (PDF)
9. ↑  大阪府統計年鑑（平成10年） (PDF)
10. ↑  大阪府統計年鑑（平成11年） (PDF)
11. ↑  大阪府統計年鑑（平成12年） (PDF)
12. ↑  大阪府統計年鑑（平成13年） (PDF)
13. ↑  大阪府統計年鑑（平成14年） (PDF)
14. ↑  大阪府統計年鑑（平成15年） (PDF)
15. ↑  大阪府統計年鑑（平成16年） (PDF)
16. ↑  大阪府統計年鑑（平成17年） (PDF)
17. ↑  大阪府統計年鑑（平成18年） (PDF)
18. ↑  大阪府統計年鑑（平成19年） (PDF)
19. ↑  大阪府統計年鑑（平成20年） (PDF)
20. ↑  大阪府統計年鑑（平成21年） (PDF)
21. ↑  大阪府統計年鑑（平成22年） (PDF)
22. ↑  大阪府統計年鑑（平成23年） (PDF)
23. ↑  大阪府統計年鑑（平成24年） (PDF)
24. ↑  大阪府統計年鑑（平成25年） (PDF)
25. ↑  大阪府統計年鑑（平成26年） (PDF)
26. ↑  大阪府統計年鑑（平成27年） (PDF)
27. ↑  大阪府統計年鑑（平成28年） (PDF)
28. ↑  大阪府統計年鑑（平成29年） (PDF)
29. ↑  大阪府統計年鑑（平成30年） (PDF)
30. ↑  大阪府統計年鑑（令和元年） (PDF)
31. ↑  大阪府統計年鑑（令和2年） (PDF)
32. ↑  大阪府統計年鑑（令和3年） (PDF)
33. ↑  大阪府統計年鑑（令和4年） (PDF)
34. ↑  大阪府統計年鑑（令和5年） (PDF)
35. ↑  大阪府統計年鑑（令和6年） (PDF)

枚方市統計書
1. 1 2 3 4 5 6  第37回枚方市統計書（平成19年版） 09-3.JR片町線（学研都市線）各駅の乗車人員 (PDF)  - 枚方市
2. ↑  第38回枚方市統計書（平成20年版） 09-3.JR片町線（学研都市線）各駅の乗車人員 (PDF)  - 枚方市
3. ↑  第39回枚方市統計書（平成21年版） 09-3.JR片町線（学研都市線）各駅の乗車人員 (PDF)  - 枚方市
4. ↑  第40回枚方市統計書（平成22年版） 09-3.JR片町線（学研都市線）各駅の乗車人員 (PDF)  - 枚方市
5. ↑  第41回枚方市統計書（平成23年版） 09-3.JR片町線（学研都市線）各駅の乗車人員 (PDF)  - 枚方市
6. ↑  第42回枚方市統計書（平成24年版） 09-3.JR片町線（学研都市線）各駅の乗車人員 (PDF)  - 枚方市
7. ↑  第43回枚方市統計書（平成25年版） 09-3.JR片町線（学研都市線）各駅の乗車人員 (PDF)  - 枚方市
8. ↑  第44回枚方市統計書（平成26年版） 09-3.JR片町線（学研都市線）各駅の乗車人員 (PDF)  - 枚方市
9. ↑  第45回枚方市統計書（平成27年版） 09-3.JR片町線（学研都市線）各駅の乗車人員 (PDF)  - 枚方市
10. ↑  第46回枚方市統計書（平成28年版） 09-3.JR片町線（学研都市線）各駅の乗車人員 (PDF)  - 枚方市
11. ↑  第47回枚方市統計書（平成29年版） 09-3.JR片町線（学研都市線）各駅の乗車人員 (PDF)  - 枚方市
12. ↑  第48回枚方市統計書（平成30年版） 09-3.JR片町線（学研都市線）各駅の乗車人員 (PDF)  - 枚方市
13. ↑  第49回枚方市統計書（令和元年版） 09-3.JR片町線（学研都市線）各駅の乗車人員 (PDF)  - 枚方市
14. ↑  第50回枚方市統計書（令和2年版） 09-3.JR片町線（学研都市線）各駅の乗車人員 (PDF)  - 枚方市
15. ↑  第51回枚方市統計書（令和3年版） 09-3.JR片町線（学研都市線）各駅の乗車人員 (PDF)  - 枚方市
16. ↑  第52回枚方市統計書（令和4年版） 09-3.JR片町線（学研都市線）各駅の乗車人員 (PDF)  - 枚方市
17. ↑  第53回枚方市統計書（令和5年版） 09-3.JR片町線（学研都市線）各駅の乗車人員 (PDF)  - 枚方市